# Mean Business
A Mean Business a második, egyben utolsó albuma a brit The Firm supergroupnak. Az első albumhoz hasonló bluesos hard rock nem érte el az elsőhöz hasonló sikert sem az eladásban, sem a listás helyezésekben. Az album megjelenése után hamarosan a zenekar feloszlott, bár a sajtóközlemények szerint nem a sikertelenség volt az oka, hanem eleve csak két albumot akartak kiadni. A Live in Peace számot Paul Rodgers 1983-as szólólemezéről vették át, de lassabb tempójú és a végén egy jellegzetes Page-szóló hallható. A Fortune Hunter című opusz az XYZ zenekar egy 1981-es, félig elkészült számára épül, amelynek társszerzője Chris Squire volt, aki a megjelenés után pert indított a szerzői jogok miatt.
A lemez a Billboard 200-as listáján a 22, a brit albumlistán a 46. helyet érte el. Az All the King's Horses című szám a Mainstream Rock lista élén állt négy hétig.

## Az album dalai
| 1. | Fortune Hunter        | Jimmy Page, Paul Rodgers | 5:00 |
| 2. | Cadillac              | Page, Rodgers            | 5:57 |
| 3. | All the King's Horses | Rodgers                  | 3:16 |
| 4. | Live in Peace         | Rodgers                  | 5:05 |

| 1. | Tear Down the Walls | Page, Rodgers | 4:43 |
| 2. | Dreaming            | Tony Franklin | 6:00 |
| 3. | Free to Live        | Page, Rodgers | 4:13 |
| 4. | Spirit of Love      | Rodgers       | 5:06 |

## Listahelyezések

### Album
| Chart (1986)                | Peak Position |
| --------------------------- | ------------- |
| Billboard 200-as lemezlista | 22            |
| Kanadai RPM Top 100 lista   | 37            |
| Svéd albumlista             | 43            |
| UK albumlista               | 46            |

### Kislemezek
| év   | kislemez              | lista                          | hely |
| ---- | --------------------- | ------------------------------ | ---- |
| 1986 | All the King's Horses | US Billboard Album Rock Tracks | 1    |
| 1986 | All the King's Horses | US Billboard Hot 100           | 61   |
| 1986 | All the King's Horses | US Cash Box Top 100 Singles    | 67   |
| 1986 | Live in Peace         | US Billboard Album Rock Tracks | 21   |